# Bolsa de Valores de Lusaka
La Bolsa de Valores de Lusaka (en inglés: Lusaka Securities Exchange) (LuSE) es la bolsa de valores de Zambia con sede en Lusaka.
En abril de 2025, LuSE contaba con 20 empresas cotizadas con una capitalización de mercado de 276,7 mil millones de ZMW (9,8 mil millones de USD).

## Historia
La Bolsa de Valores de Lusaka (LuSE) se estableció en 1993 con asistencia técnica preparatoria de la Corporación Financiera Internacional (CFI) y el Banco Mundial. Se inauguró el 21 de febrero de 1994. La LuSE y la Comisión de Bolsa y Valores (SEC) fueron financiadas por el PNUD y el Gobierno de Zambia en el marco de un proyecto para desarrollar los mercados financieros y de capital en Zambia, en el marco del Programa de Desarrollo del Sector Privado de múltiples componentes. También se esperaba atraer inversión de cartera extranjera a través del reconocimiento de Zambia y la región como un mercado de capital emergente que ofrece un alto potencial de retorno.
El Gobierno de la República de Zambia (GRZ) proporcionó subvenciones a LuSE desde 1993 hasta 2009. Posteriormente, el GRZ dejó de brindarle apoyo y la LuSE pasó a depender totalmente de sus empresas cotizadas para generar sus ingresos operativos. La sostenibilidad de la LuSE pasa a depender del aumento del número y del tamaño de las empresas que cotizan en bolsa. En 2005, la empresa introdujo su propio código de gobernanza para las empresas que cotizan en bolsa.
Desde su creación, LuSE ha crecido más allá de ser una mera plataforma de negociación de acciones y bonos, como lo demuestran las empresas de todos los sectores que la han utilizado para captar capital público y expandirse. Entre sus empresas más grandes en 2024 se encontraban Copperbelt Energy Corporation, ZCCM IH, Zambia Sugar, ZANACO, Standard Chartered Bank Zambia, Airtel Zambia, Lafarge y Zambrew, PUMA y Real Estate Investment Zambia (REIZ).
En 2020, la Bolsa de Valores estableció una subsidiaria, la Agencia de Compensación y Liquidación de Lusaka (LCSA). Esta creación se enmarca en su estrategia orientada a optimizar la eficacia y eficiencia de los servicios ofrecidos al mercado. La LCSA es una entidad que proporciona servicios de depósito, incluidos servicios automatizados de entrega, compensación y liquidación.
En enero de 2022, LuSE encabezó el ranking de las bolsas de valores con mejor desempeño de África, con un aumento del 93,2%. En marzo de 2022, LuSE lanzó el portal en línea GEM, una iniciativa aprobada por la Comisión de Bolsa y Valores de Zambia destinada a brindar a las empresas emergentes y pequeñas y medianas empresas acceso a financiación para apoyar el crecimiento de nuevos negocios y la reconstrucción de las empresas afectadas por la pandemia de COVID-19. En septiembre de 2022, el gobierno de Zambia anunció una retención de impuestos cero sobre los intereses de las inversiones en bonos verdes en la bolsa de valores local para impulsar las inversiones verdes. A finales de este mes, el índice All Share de la Bolsa de Valores de Lusaka se había fortalecido un 28 por ciento en términos de dólares en lo que va del año, un 17 por ciento del cual se atribuyó al tercer trimestre, en comparación con el S&P 500 que había caído un 25 por ciento en un entorno mundial caracterizado por una inflación excesiva, dislocaciones de los precios de las materias primas y un ajuste de la política monetaria.